# Gordaliza del Pino
Gordaliza del Pino é um município da Espanha na província de León, comunidade autónoma de Castela e Leão, de área 27,31 km² com população de 322 habitantes (2007) e densidade populacional de 11,53 hab/km².

## Demografia
| Variação demográfica do município entre 1991 e 2004 | Variação demográfica do município entre 1991 e 2004 | Variação demográfica do município entre 1991 e 2004 | Variação demográfica do município entre 1991 e 2004 |
| --------------------------------------------------- | --------------------------------------------------- | --------------------------------------------------- | --------------------------------------------------- |
| 1991                                                | 1996                                                | 2001                                                | 2004                                                |
| 457                                                 | 385                                                 | 335                                                 | 315                                                 |